# Institut für Sachverständigenwesen
Das Institut für Sachverständigenwesen e. V. (IfS) ist eine Einrichtung im Sachverständigenwesen. Das Entwickeln, Standardisieren und Etablieren von einheitlichen fachlichen Voraussetzungen und qualifizierten Überprüfungsrichtlinien gehört zu den zentralen Aufgaben des IfS.
Als Fort- und Weiterbildungseinrichtung des Sachverständigenwesens unterstützt das IfS die Bestellungskörperschaften bei der Überprüfung der besonderen Sachkunde für die Öffentliche Bestellung und Vereidigung von Sachverständigen.

## Aufgaben und Ziele
- Standardisieren von Qualifikations- und Ethikanforderungen auf nationaler und internationaler Ebene
- Förderung des Sachverständigenwesens
- Nationale und internationale Zusammenarbeit mit Institutionen und Verbänden (EuroExpert, Internationales Zertifizierungs- und Akkreditierungssystem)
- Definition von qualifizierten Parametern zur Überprüfung der Sachkunde
- Vergabe von Forschungsaufträgen
- Qualifizierte und anerkannte Aus- und Fortbildung für Sachverständige
- IfS-Zertifizierung als international anerkannte Qualifikation (Deutsche Zertifizierungsstelle entsprechend DIN EN ISO/IEC 17024)
- Qualifizierte Unterstützung der Architekten-, Handwerks-, Ingenieur-, Industrie- und Handels- sowie Landwirtschaftskammern beim Sachkundenachweis von Sachverständigen
- Plattform für fachlichen Austausch und Netzwerk für Kammern, Sachverständige, Auftraggeber, Justiz, Gesetzgebung, Verbände und Organisationen

## Träger und Mitglieder des IfS
Das IfS wird von rund 180 Institutionen aus allen Bereichen des Sachverständigenwesens getragen. Dazu gehören Bestellungskörperschaften und deren Dachorganisationen, Prüforganisationen, Sachverständigenverbände, die fördernde Wirtschaft und Einzelpersonen.

## Publikationen
- Peter Bleutge: Die Ortsbesichtigung durch Sachverständige, Köln, ISBN 978-3-928528-00-9
- Peter Bleutge: Sachverständige als Schiedsgutachter – Leistungsbestimmung durch Dritte; Erläuterungen, Checklisten, Vertragsmuster, Verfahrensregeln, Köln, ISBN 978-3-928528-03-0
- Walter Bayerlein, Frank Walter: “Todsünden” des Sachverständigen, Köln, ISBN 978-3-928528-06-1
- Katharina Bleutge, Peter Bleutge, Axel Geiling, Hildegard Reppelmund: Mit Sachverstand werben. Köln ISBN 978-3-928528-11-5
- Benno Aul et al.: Kfz-Schäden und -bewertung – Leitsätze für Gutachten und andere Sachverständigenleistungen, Köln, 4. Auflage 2018, 88 Seiten ISBN 978-3-928 528-09-2,
- Peter Bleutge: Abgelehnt wegen Befangenheit, Köln ISBN 978-3-928528-10-8
- Katharina Bleutge, Peter Bleutge: Guter Vertrag – weniger Haftung, Köln ISBN 978-3-928-528-17-7
- Katharina Bleutge, Hans Netscher: Immobilienbewertung in der Zwangsversteigerung – Kompendium zu rechtlichen Grundlagen mit Praxishinweisen, ISBN 978-3-928 528-21-4